# Bathynomus kensleyi
Bathynomus kensleyi là một loài chân đều trong họ Cirolanidae. Loài này được Lowry & Dempsey miêu tả khoa học năm 2006.